# Ugia disjungens
Ugia disjungens là một loài bướm đêm trong họ Erebidae.